# ویژنگتسا
ویژنگتسا (به لاتین: Wierzenica) یک روستا در لهستان است که در گمینا سواژنز واقع شده‌است. ویژنگتسا ۲۶۱ نفر جمعیت دارد.